# 奥洛夫·帕尔梅
斯文·奥洛夫·约阿基姆·帕尔梅（瑞典語：Sven Olof Joachim Palme，發音：[ˈûːlɔf ˈpâlːmɛ] ⓘ；1927年1月30日—1986年2月28日），瑞典政治家，是1969年至1976年、1982年至1986年間的瑞典首相。他在任內被槍手刺殺身亡。

## 生平
帕尔梅父亲是一家保险公司的总经理，在他6岁时去世。其母是拉脱维亚人，家里讲德语、法语和瑞典语。早年在斯德哥尔摩附近的锡格蒂纳学校学习，毕业后服兵役。第二次世界大战后，入美国俄亥俄州凯尼恩学院，1948年获文学士学位。回国后入斯德哥尔摩大学，1951年获法学士学位。1950年参加社会民主党，成为社会民主党的活跃人物，1953年任瑞典首相埃兰德的特别顾问。1958年当选为议员进入瑞典议会。1963年进入内阁，先后出任过不管部大臣、交通通讯大臣、教育文化大臣。1968年，身为教育大臣的帕尔梅曾多次谴责美国对越南的侵略，还同当时的越南驻蘇聯大使阮壽真一起上街示威，抗议美国对河内的狂轰滥炸。他的这一行动成了当时报纸的头号新闻，並造成瑞美關係緊繃，美國在當年即召回駐瑞大使表示抗議，主张恪守中立的瑞典議會也要求他辞去大臣职务。帕爾梅在對美譴責的同時，也严厉指责苏联对阿富汗的入侵，呼吁前苏联从阿富汗撤军。
1969年帕尔梅接任社会民主党主席。1969年出任首相，时年42岁，是欧洲当时最年轻的首相。1976年11月帕尔梅当选为社会党国际副主席。1980年9月，在他倡议下成立了“关于裁军和安全问题独立委员会”（也称“帕尔梅委员会”），任主席。1980年11月作为联合国秘书长的特使调停两伊战争。
1982年他再次出任首相，1986年2月28日帕尔梅在斯德哥尔摩一电影院观看影片回家时遇刺身亡。为捉拿凶手，瑞典政府重金悬赏提供线索者。赏金最初定为50万克郎。1987年2月，提高到500万克郎。到1987年11月，赏金再次提高10倍，达5000万克郎，约合850万美元。案发后30多年来未能查明真相。
但是經過34年之後，2020年6月10日，檢方認定嫌疑犯是一名叫恩斯特伦的男子，職業是平面設計師，他在案發現場附近的斯堪地亞大樓工作，也被瑞典當地媒體稱為「斯堪地亞男」（Skandia Man），已經在2000年輕生身亡，死前就已被懷疑是殺害總理的兇手。最後因犯人已死亡，檢方因此宣布結案。
起初，檢方並未將恩斯特伦列為主要疑犯，但後來發現他慣於使用武器、曾在部隊服務，且還是射擊俱樂部的成員。此外，恩斯特伦也經常批評帕爾梅的政策。

## 紀念
为了纪念这位杰出的首相，斯德哥尔摩市议会已将帕尔梅遇难的那条街改名为“奥洛夫·帕尔梅大街”。以他命名的瑞典“帕尔梅争取国际谅解和共同安全纪念基金”是一个通过颁发奖学金等奖项，鼓励国际交流和国际间的相互谅解，促进人类的和平和共同安全的基金组织，奥洛夫·帕尔梅奖是该基金会的年度奖。

## 荣誉

### 外国勋章奖章
- 一等白狮勋章（捷克，2000年追授[2]）

## 外部連結
- Olofpalme.org （页面存档备份，存于）

| 前任： 塔格·埃兰德       | 瑞典首相 1969-1976 | 繼任： 图尔比约恩·费尔丁    |
| 前任： 图尔比约恩·费尔丁 | 瑞典首相 1982-1986 | 繼任： 英瓦尔·约斯塔·卡尔松 |